# Phorocardius
Phorocardius là một chi bọ cánh cứng trong họ 
Elateridae.
Chi này được miêu tả khoa học năm 1931 bởi Fleutiaux.

## Các loài
Các loài trong chi này gồm:
- Phorocardius astutus Candèze, 1888
- Phorocardius bombycinus (Candèze, 1895)
- Phorocardius comptus (Candèze, 1860)
- Phorocardius florentini (Fleutiaux, 1894)
- Phorocardius magnus Fleutiaux, 1931
- Phorocardius manuleatus Candèze, 1888
- Phorocardius melanopterus Candèze, 1878
- Phorocardius moorii (Candèze, 1860)
- Phorocardius sobrinus (Laporte, 1840)
- Phorocardius solitarius Fleutiaux, 1931
- Phorocardius systens (Candèze, 1860)
- Phorocardius unguicularis (Fleutiaux, 1918)
- Phorocardius vicinus (Kollar, 1848)
- Phorocardius yanagiharae Miwa, 1927